# Tagulini
Tagulini Simon, 1895 è una tribù di ragni appartenente alla famiglia Thomisidae.

## Distribuzione
I due generi oggi noti di questa tribù sono diffusi in Asia sudorientale (Tagulinus), Asia meridionale (Tagulis) e Africa centrale (Tagulis).

## Tassonomia
A dicembre 2013, gli aracnologi riconoscono due generi appartenenti a questa tribù:
- Tagulinus Simon, 1902 - Vietnam
- Tagulis Simon, 1895 - Sierra Leone, Sri Lanka